# والش (کلرادو)
والش (به انگلیسی: Walsh) شهری در ایالت کلرادو کشور ایالات متحده آمریکا است که جمعیت آن در سرشماری سال ۲۰۱۰ میلادی، ۵۴۶ نفر بوده‌است.